# Podole Wielkie
Podole Wielkie (kaszb. Pòdolé lub też Wieldżé Pòdolé, niem. Groß Podel) – wieś w Polsce położona w województwie pomorskim, w powiecie słupskim, w gminie Główczyce.
W latach 1975–1998 miejscowość administracyjnie należała do województwa słupskiego.

## Nazwa
Nazwa, wzmiankowana po raz pierwszy w formie Podil w 1480 roku, ma pochodzenie słowiańskie i charakter topograficzny. Powstała przez dodanie do nazwy pospolitej dół cyrkumfiksu po- -′e i oznacza „niskie miejsce, obniżenie terenu” (por. Podole). Niemiecka nazwa Groß Podel jest adaptacją fonetyczną pierwotnej nazwy słowiańskiej z wyróżnikiem groß „duży, wielki” dodanym dla odróżnienia od miejscowości Klein Podel „Podole Małe” (ob. w gminie Dębnica Kaszubska).
Rada Języka Kaszubskiego proponuje kaszubską formę nazwy Pòdolé Wiôldżé.

## Historia
Miejscowość o bardzo starej metryce, co potwierdza wczesnohistoryczne grodzisko wyżynne i osada przygrodowa.

## Podział sołectwa
W skład sołectwa Podole Wielkie wchodzą miejscowości:
- Podole Wielkie
- Będzimierz
- Kokoszki
- Zawada

We wsi znajduje się piętrowy pałac z połowy XIX w. wzniesiony na planie prostokąta, o skromnych cechach neobarokowych i klasycystycznych. Przy pałacu są rozległe zabudowania folwarczne i pozostałości parku, w którym znajduje się neogotycka kaplica cmentarna z 1863 roku.